# 坎巴斯兰
坎巴斯兰（Cambuslang /ˈkæmbəsˈlæŋ/），或译坎布斯朗，是苏格兰大格拉斯哥东南郊、南拉纳克郡的一个小镇，人口约3万，按人口计算是苏格兰第27大城镇。虽然从未有过镇政厅，但历史上曾是一个大型民政教区，下辖附近的牛顿、弗莱明顿、韦斯特本和哈夫威等小村庄。
它位于克莱德河南岸，至少从1490年当地就开始煤炭开采，此外也长期有着钢铁工业。蘇格蘭消防救援隊总部位于此地。